# Żaki (osada młyńska)
Żaki – osada młyńska położona nad strugą Żaki na zachód od Wabcza. Pierwsza wzmianka o osadzie pochodzi z 1376 r. W 1440 młyn należy do mieszczan chełmińskich, a od 1505 przechodzi w ręce biskupów chełmińskich. Około 1667 młyn dzierżawi Wawrzyniec Sikorski, w 1885 w osadzie mieszka 8 mieszkańców. W 1912 młyn prowadzi Józef Piotrowski, po II wojnie światowej młyn rozebrano. Osada od XIX wieku wchodzi w skład Nowejwsi Chełmińskiej.
W latach 1939–1945 położona była w okręgu Rzeszy Gdańsk-Prusy Zachodnie, w rejencji bydgoskiej (Regierungsbezirk Bromberg), w powiecie Chełmno (Kreis Kulm).
W latach 1939 - 1942 dotychczasową nazwą osady było Zako-Mühle, lecz po przeprowadzonej zamianie nazw miejscowości w Okręgu Rzeszy Gdańsk-Prusy Zachodnie, w latach 1942 - 1945 nazywała się Zackenmühle.

## Linki  zewnętrzne
- http://dir.icm.edu.pl/pl/Slownik_geograficzny/Tom_XIV/729